# Юрий Газински
Юрий Александрович Газински (на руски: Юрий Александрович Газинский) е руски футболист роден на 20 юли 1989, понастоящем играещ за Краснодар и за Националния отбор на Русия.

## Кариера
Подписва договор с ФК Краснодар през май 2013 г.